# پاندی (کوندینامارکا)
پاندی (انگلیسی: Pandi, Cundinamarca) یک منطقه مسکونی در کشور کلمبیا است.